# Albert Engelschalk ze Straubingu
Albert Engelschalk ze Straubingu též Albert E. (asi 1350/1355? Straubing – po roce 1410?) byl německý univerzitní mistr a teolog. Působil jako magistr artistické fakulty a teologické fakulty Univerzity Karlovy v Praze, jejímž byl v letech 1392/93 nebo 1393/1394 rektorem. Od roku 1403 působil na univerzitě ve Vídni. Napsal také několik teologických a homiletických spisů.  

## Život
Albert Engelschalk ze Straubingu pocházel ze Straubingu v řezenské diecézi a vystudoval pražskou univerzitu, kde byl příslušníkem bavorského národa. V roce 1373 se stal bakalářem a roku 1376 licenciátem a mistrem (magistrem) na artistické fakultě. Ve studiu pokračoval na teologické fakultě, kde se stal roku 1390 bakalářem a roku 1402 doktorem. V akademických rocích 1386/1387 a 1393/1394 byl děkanem artistické fakulty a patrně v akademickém roce 1391/1392 nebo 1393/1394 (pravděpodobnější varianta) rektorem třífakultní univerzity. Roku 1396 byl v katedrále sv. Víta vysvěcen na kněze. Byl členem zkušebních komisí, kolegiátem Karlovy koleje (doložen roku 1387) a později koleje Všech Svatých (před r. 1402). Roku 1410 členem komise, která na univerzitě odsoudila Viklefovy spisy. V literatuře je uváděn rok úmrtí 1430, toto tvrzení však není podloženo prameny. 

## Dílo
Dochovaly se texty jeho přednášek – výklady Aristotelovy Etiky a Fysiky a komentáře k sentencím Petra Lombarského a kazatelské texty.  